# Зайцевка (Башкортостан)
Зайцевка — упразднённая деревня в Дуванском районе Республики Башкортостан Российской Федерации. Ныне урочище на территории Лемазинского сельсовета.

## География
Находится у левого берега реки Лемазы в  Месягутовском лесничестве, в охранной зоне.

## История
Посёлок Зайцевка в 1926 году входил в Дуванскую волость Месягутовского кантона. 

## Население
Согласно списку населённых пунктов Башкирской АССР по Всесоюзной переписи 17 декабря 1926 года в посёлке Луканинский числилось 3 двора без зарегистрированных жителей. В 1952 году деревня Зайцевка входила в состав Лемазинского сельсовета Дуванского района.